# Milan Lukač
Milan Lukač (in serbo Mилaн Лукaч?; Novi Sad, 4 ottobre 1985) è un calciatore serbo, di ruolo portiere, svincolato.

## Carriera

### Club
Ha giocato nella massima serie serba con Čukarički Stankom, OFK Belgrado e Partizan.

### Nazionale
Ha esordito con la nazionale serba il 6 giugno 2014 nell'amichevole Brasile-Serbia (persa dai serbi per 1-0), rimpiazzando all'89º il portiere titolare dei balcanici Vladimir Stojković.

## Palmarès

### Club

#### Competizioni nazionali
- Campionato serbo: 1

Partizan: 2014-2015
- Coppa di Turchia: 1

Akhisar Belediyespor: 2017-2018
- Supercoppa di Turchia: 1

Akhisar Belediyespor: 2018